# بن گوردون
 بن گوردون  (به انگلیسی: Ben Gordon) (زاده ۲ مارس ۱۹۹۱ - برادفورد) بازیکن فوتبال اهل انگلستان و تیم ملی فوتبال جوانان انگلستان است .